# فهرست فرودگاه‌ها بر پایه کد ایکائو: T
فهرست فرودگاه‌ها بر پایه کد فرودگاهی ایکائو: A - B - C - D - E - F - G - H - I - J - K - L - M - N - O - P - Q - R - S - T - U - V - W - X - Y - Z
ببینید: فهرست فرودگاه‌ها بر پایه کد یاتا
نحوهٔ چینش اطلاعات:
- ایکائو؛ (یاتا)؛ نام فرودگاه؛ مکان فرودگاه

## TA -آنتیگوا و باربودا
همچنین رده و فهرست را ببینید.
- TAPA (ANU) فرودگاه بین‌المللی و. س. برد سینت جانز، آنتیگوا
- TAPH (BBQ) فرودگاه کودرینگتون Codrington, Barbuda
- TAPT Coco Point Lodge Airport Coco Point، بارابودا

## TB -باربادوس
همچنین رده و فهرست را ببینید.
- TBPB (BGI) فرودگاه بین‌المللی گرانتلی ادمز بریج‌تاون
- TBPO بالگردگاه بریج‌تاون بریج‌تاون (closed)

## TD -دومینیکا
همچنین رده و فهرست را ببینید.
- TDCF (DCF) فرودگاه کنفیلد روسو (دومینیکا)
- TDPD (DOM) فرودگاه ملویل هال Marigot

## TF -جزیره گوادلوپ،مارتینیک،سنت بارثلمی،سنت مارتین فرانسه

### جزیره گوادلوپ
همچنین رده و فهرست را ببینید.
- TFFA (DSD) La Désirade Airport Beauséjour، La Désirade
- TFFB (BBR) Baillif Airport Baillif، باس-تر
- TFFC (SFC) Saint-François Airport Saint-François، Grande-Terre
- TFFM (GBJ) فرودگاه ماری-گالانت Grand-Bourg، Marie-Galante
- TFFR (PTP) فرودگاه بین‌المللی پوانت آ پیتر پوئنت-ا-پیتر، Grande-Terre
- TFFS (LSS) Les Saintes Airport Terre-de-Haut، Les Saintes

### مارتینیک
همچنین رده و فهرست را ببینید.
- TFFF (FDF) فرودگاه بین‌المللی مارتنیک ایمی کیسایر لو لمونتن، فور-دو-فرانس

### سنت بارثلمی
همچنین رده و فهرست را ببینید.
- TFFJ (SBH) فرودگاه گوستاف ۳ St. Jean

### سنت مارتین فرانسه
همچنین رده و فهرست را ببینید.

Note: For the Dutch southern half of the island, known as سینت مارتن, see TN - Netherlands Antilles
- TFFG (SFG) فرودگاه لسپرانسه Grand Case

## TG -گرنادا
همچنین رده و فهرست را ببینید.
- TGPG فرودگاه پرلز Grenville
- TGPY (GND) فرودگاه بین‌المللی ماریس بیشاپ سینت‌جورجس
- TGPZ (CRU) فرودگاه لاوریستن (Carriacou Island Airport) Hillsborough، Carriacou Island

## TI -جزایر ویرجین ایالات متحده
همچنین رده و فهرست را ببینید.
- TIST (STT) فرودگاه سیرل گری کینگ St. Thomas
- TISX (STX) فرودگاه هنری ئی. رولسن St. Croix

## TJ -پورتوریکو
همچنین رده و فهرست را ببینید.
- TJAB (ARE) فرودگاه انتونیو Arecibo
- TJBQ (BQN) فرودگاه رافائل هرناندز Aquadilla Borinquen
- TJVQ (VQS) فرودگاه انتونیو ریویرا رودریگز (فرودگاه انتونیو ریویرا رودریگز) Vieques
- TJCP (CPX) فرودگاه بنیامین ریویرا نرییگا Culebra
- TJFA (FAJ) فرودگاه دیگو جیمنز تورس Fajardo
- TJFF فرودگاه رافائل هرناندز Aguadilla (closed, reopened as فرودگاه رافائل هرناندز)
- TJIG (SIG) فرودگاه فرناندو لوییس ریباس دومینیسی (فرودگاه فرناندو لوییس ریباس دومینیسی) سان خوآن
- TJMZ (MAZ) Eugenio María de Hostos Airport Mayagüez
- TJNR (NRR) پایگاه دریایی روزولت رودز Ceiba
- TJPS (PSE) فرودگاه مرسدیتا Ponce
- TJSJ (SJU) فرودگاه بین‌المللی لوئیز مونز مارین سان خوآن

## TK -سنت کیتس و نویس
همچنین رده و فهرست را ببینید.
- TKPK (SKB) فرودگاه بین‌المللی رابرت ل. بریدشو باسه‌تر، سنت کیتس
- TKPN (NEV) فرودگاه بین‌المللی ونس و. آموری Charlestown، نویس (جزیره)

## TL -سنت لوسیا
همچنین رده و فهرست را ببینید.
- TLPC (SLU) فرودگاه جرج واین گارتنر ال چارلز (formerly فرودگاه جرج واین گارتنر ال چارلز) کاستریس، سنت لوسیا
- TLPL (UVF) فرودگاه بین‌المللی هوانورا بخش ویو فورت، سنت لوسیا

## TN -جزایر کارائیب هلند،آروبا،کوراسائووسینت مارتن
همچنین رده و فهرست را ببینید.

Code originally used for the آنتیل هلند and remained active after the secession of Aruba in 1986 and the dissolution of the Netherlands Antilles in 2010.

### جزایر کارائیب هلند
همچنین رده و فهرست را ببینید.
- TNCB (BON) فرودگاه بین‌المللی فلامینگو کرالن‌دیک، بونیر
- TNCE (EUX) فرودگاه فرانکلین دلانو روزولت سینت یوستیشس
- TNCS (SAB) فرودگاه یوانخو ئی. یروسخین سیبا

### آروبا
همچنین رده و فهرست را ببینید.
- TNCA (AUA) فرودگاه بین‌المللی کویین بیاتریکس Oranjestad، آروبا

### کوراسائو
همچنین رده و فهرست را ببینید.
- TNCC (CUR) بین‌المللی فرودگاه هاتو Willemstad، کوراسائو,

### سینت مارتن
همچنین رده و فهرست را ببینید.
Note: سینت مارتن is the Dutch southern half of the island of سن مارتن. For the French northern side, see TF - Saint Martin
- TNCM (SXM) فرودگاه بین‌المللی پرینسس جولیانا Philipsburg، سینت مارتن

## TQ -آنگویلا
همچنین رده و فهرست را ببینید.
- TQPF (AXA) فرودگاه بین‌المللی کلیتن جی. لوید The Valley

## TR -مونتسرات
همچنین رده و فهرست را ببینید.
- TRPG (MNI) فرودگاه جان ای. آزبرن Gerald's Park
- TRPM (MNI) فرودگاه دبلیو. اچ. برامبل (Blackburne) پلیموث (closed)

## TT -ترینیداد و توباگو
همچنین رده و فهرست را ببینید.
- TTCP (TAB) فرودگاه بین‌المللی آرتور ناپلئون ریموند رابینسون اسکاربارو، توباگو، توباگو
- TTPP (POS) فرودگاه بین‌المللی پیارکو پرت آو اسپاین، ترینیداد

## TU -جزایر ویرجین بریتانیا
همچنین رده و فهرست را ببینید.
- TUPA (NGD) فرودگاه آگوست جرج Anegada
- TUPJ (EIS) فرودگاه بین‌المللی ترانس بی. لتسام Beef Island / Tortola
- TUPW (VIJ) فرودگاه ویرجین گوردا ویرجین گوردا

## TV -سنت وینسنت و گرنادین‌ها
همچنین رده و فهرست را ببینید.
- TVSB (BQU) فرودگاه جی‌اف میچل Bequia، گرنادین‌ها
- TVSC (CIW) فرودگاه کنوان Canouan، گرنادین‌ها
- TVSM (MQS) فرودگاه موستیک Mustique، گرنادین‌ها
- TVSU (UNI) فرودگاه جزیره یونیون Union Island، گرنادین‌ها
- TVSV (SVD) فرودگاه ای. تی. جاشوا Arno Vale (near کینگزتاون), Saint Vincent

## TX -برمودا
همچنین رده و فهرست را ببینید.
- TXKF (BDA) فرودگاه بین‌المللی ال.اف. وید Ferry Reach